# HD 61556
HD 61556 ( eller HR 2949) är en ensam stjärna i den mellersta delen av stjärnbilden Akterskeppet som också har Bayer-beteckningen k2 Puppis. Den har en skenbar magnitud av ca 4,43 och är svagt synlig för blotta ögat där ljusföroreningar ej förekommer. Baserat på parallaxmätning inom Hipparcosuppdraget på ca 8,3 mas, beräknas den befinna sig på ett avstånd på ca 450 ljusår från solen. Den rör sig bort från solen med en heliocentrisk radialhastighet på ca 33 km/s.

## Egenskaper
HD 61556 är en blå till vit underjättestjärna av spektralklass B5 IV. Den har en massa som är ca 6 solmassor, en radie som är ca 3 solradier och har ca 1 200 gånger solens utstrålning av energi från dess fotosfär vid en effektiv temperatur av ca 18 500 K.
HD 61556 bildar tillsammans med HD 61555 en optisk dubbelstjärna. De har en vinkelseparation av 9,9 bågsekunder vid en positionsvinkel av 318°. Paret kan lätt upplösas med ett mindre teleskop. HD 61556 är en SX Arietis-variabel med en period på 1,9093 dygn som också är stjärnans rotationsperiod. Den totala amplituden är 0,015 skenbar magnitud.
HD 61556 är en kemiskt ovanlig stjärna med ett starkt magnetfält. Det klassificeras som en heliumsvag stjärna och förutom ett underskott av helium i dess spektrum visar den ett överskott av järn och sällsynta jordartsmetaller. Alla dess spektrallinjer visar variabilitet, förmodligen på grund av variationer i den kemiska sammansättningen av stjärnans atmosfär när den roterar.